# 若林春美
若林 春美（わかばやし はるみ、1933年3月4日 - ）は、社団法人日本造園学会九州支部顧問。西日本短期大学造園科教授を歴任。大阪府立大学農学部を経て西日本短大へ。
著書に『石の庭と苔の庭』（共著、ワールドグリーン出版、1995年）。第18回日本公園緑地協会北村賞受賞。

## 参考
- 若林春美, 「九州におけるグリーンビジネスの発展と役割」『造園雑誌』 57巻 4号 1993年 p.353-355, 日本造園学会, doi:10.5632/jila1934.57.353
- 社団法人日本造園学会九州支部
- ブルーウィングもじの詳細デザイン
- 全国短大高専職員碌, 廣潤社, 2000
- 出版年鑑, 出版ニュース社, 1972
- 研究者研究課題総覧 1990, 日本学術振興会, 1990
- 大阪府立大学十年史, 大阪府立大学, 1961